# کیروبو
کیروبو(به انگلیسی: Kirobo) اولین ربات فضانورد ژاپنی است که توسط دانشگاه توکیو و توموتاکا تاکاهاشی ساخته شد تا با کوئیچی واکاتا، اولین فرمانده ژاپنی ایستگاه بین‌المللی فضایی، در سفرهایش همراه شود.